# Sharaz-de
Sharaz-de è una serie a fumetti di Sergio Toppi, una trasposizione de Le mille e una notte. Pubblicate originariamente sulla rivista Alter alter dal 1979, sono state poi raccolte da Milano Libri Edizioni nel 1984. Successivamente la raccolta finale delle storie è stata pubblicata nel 2001 da Edizioni Di, in due volumi di cui il primo corredato dalle prefazioni di Vincenzo Mollica e Ranieri Carano.

## Trama

### La lunga notte
Due fratelli, entrambi re, Shariyar e Shahzaman sono legati da una profonda amicizia. Un giorno Shahzaman decide i partire repentinamente per vedere il fratello, ma dimenticatosi il pugnale prediletto regalatogli dalla regina, ritorna alla reggia. Lì sorprende la moglie a letto con un cortigiano e, preso dall'ira, ordina subito l'esecuzione di entrambi.
Al palazzo del fratello, la malinconia e la depressione sono padrone di lui e il re ospite e suo fratello gli suggerisce di passeggiare nel suo giardino per distogliere la mente dai brutti pensieri. Nel giardino del palazzo Shahzaman coglie la moglie del fratello ed un servitore in un amplesso, nascosti in un padiglione tra gli alberi.
Sollevato di essere vittima di una sorte comune, non riesce a nascondere all'amato fratello il motivo della sua ripresa e questi, dopo essersi congedato, preso dal dolore e dalla rabbia fa decapitare la moglie infedele e il servo.
Poi Shariyar manda per il regno l'avviso di cedere al sovrano ogni notte una donna diversa del popolo che all'alba verrebbe giustiziata. Sharaz-de, figlia di un umile contadino, salutato il padre si offre come vittima di sua spontanea volontà e, dopo aver giaciuto col re, prende a raccontargli una storia. Assorbito dai racconti, il re rimanda di volta in volta l'esecuzione della fanciulla.

### Falco, falco amico
Il re Suduqwa-Al-Zaman era un abile ed appassionato cacciatore. Il suo compagno più fidato era il falco che mai si separava da lui. Un giorno decise di indire la più grande caccia del regno, convocando da ogni dove tutti i più esperti cacciatori. Lasciatosi sfuggire la mitica Gazzella dalle corna d'Oro, parte all'inseguimento della bestia finché questa non viene abbattuta.
Ritornato sensibile alla fame, alla sete e al sonno, scorge una pozza, ma il falco gli impedisce di bere. Adirato, uccide il rapace e questo, prima di morire, gli rimprovera la sua ingratitudine e gli suggerisce di seguire il rigagnolo che si versa nella pozza. Il re indaga e scopre così che l'acqua altro non è che il rivolo di saliva velenosa che esce dalle fauci di un drago. Preso dal senso di colpa, decide di non ritornare più al proprio palazzo, ma, costruita una tomba monumentale, di vegliare le spoglie del falco suo amico. 

### Ti guarirò, signore
Un re pio ed idolatra sacrificava ad ogni dio e demone per non scontentarne nemmeno uno, ma, nonostante la moltitudine di riti svolti in onore alle divinità, accade che se ne dimentichi proprio una. Il demone, irato, maledice la stirpe reale e il principe cade ammalato di una lebbra inguaribile che ne devasta il viso. Costretto a vivere coperto da una maschera d'argento, il principe divenuto poi re non cessa di cercare un modo per guarire e convoca da ogni dove alchimisti, medici, santoni...
A guarirlo è però un vecchio singolare che diventa subito fido consigliere del re. Attiratosi tutte le invidie dei cortigiani, il vecchio viene fatto passare per un traditore e fatto giustiziare per ordine del principe. Prima di morire, chiede che la sua testa venga riposta in un vaso e poi portata al sovrano. Dal vaso il capo dell'uomo suggerisce al sovrano di andare a prendere il libro che gli apparteneva in vita, capace di svelare il futuro a chi lo interpella. Preso a sfogliare il tomo, il re si accorge tardi che è bianco, immacolato. La testa del saggio gli confessa allora che le pagine non possono che essere bianche dato che il re non ha più futuro: è stato avvelenato sfogliando le pagine del volume.

### Ho atteso mille anni
Un povero cacciatore di tesori trova in una grotta una giara sigillata. La apre e da questa esce un genio che, in collera per essere stato rinchiuso più di mille anni, decide di uccidere il suo salvatore. Astutamente il pover'uomo chiede come ultimo desiderio un grande pallazo pieno di tutte le ricchezze, poi si interroga a voce alta su come un genio immenso potesse essere contenuto in una piccola giara e, per accontentare lo scettico, lo spirito lo accontenta. Rapido, il cacciatore di tesori lo sigilla nuovamente e getta il vaso in un lago profondo. Da allora si gode beatamente le delizie del suo palazzo nel cuore del deserto.

### Non pronuncerai quel nome
Uno straniero viene incarcerato per essersi rifiutato di dire il nome di dio come prevede la legge. Di fronte al giudice, si difende raccontando le sue peripezie: sopravvissuto ad un naufragio su una maledetta isola magnetica, una voce l'ha guidato di fronte ad una lancia magica garantendogli salvezza soltanto se avesse rifiutato a pronunciare il nome di dio da allora. Imbattutosi nel padrone dell'isola, un gigante, l'ha sconfitto grazie alla lancia e poi, dopo un lungo vagabondare è giunto alla città in cui è stato arrestato. Il giudice, convinto, lo assolve. Lontano dal tribunale l'uomo gioisce e nel trasporto ringrazia dio della grazia. Appena pronunciato il nome si tramuta in una statua.

### Mudgiadj e il suo re
Un re particolarmente spietato aveva al suo servizio un generale invincibile ma assai misericordioso. Un giorno i due cavalcano affiancati quando una serpe incrocia il loro cammino. Il re ordina a Mudgiadj di ucciderla, ma questi, restio a togliere la vita a qualsiasi creatura senza un valido motivo, si rifiuta.
Giunti alla reggia, il re ordina che il generale sia processato per tradimento, gli viene troncato il braccio destro e mandato poi in esilio. Solo nel deserto, Mudgiadj si imbatte in un genio, che gi racconta d'essere stato la serpe da lui risparmiata. Ridatogli un nuovo braccio, gli indica una fortezza nel deserto piena di armati in attesa del loro comandante. Preso il comando dell'esercito, Mudgiadj combatte e vince il re malvagio.

### Ti seguirò come un cane
Un vecchio mercante che aveva accumulato molte ricchezze in vita, chiede ai tre figli di non dividere il patrimonio faticosamente raccolto e seguitare gli affari di famiglia. I fratelli maggiori, morto il vecchio, preferirebbero sperperare ciascuno per conto proprio l'eredità, ma il minore si oppone e si offre di curare i beni per conto anche degli altri. Accettata la vantaggiosa proposta, i fratelli viaggiano per il deserto vendendo armi alle litigiose tribù in cambio di oro. Un giorno il fratello più giovane accetta da un capotribù che non aveva sufficiente oro una serva. I fratelli, immaginando che ora il più piccolo avrebbe trascurato gli affari perché impegnato nei giochi amorosi con la serve, decidono di abbandonare gli amanti nel deserto e spartirsi in due il patrimonio.
Destinati a morire di fame, i due giovani disperano della loro sorte, ma la donna si svela essere un demone e, colpita dalla generosità e virtù del compagno, decide di ricorrere ai suoi poteri: fa sorgere un'oasi in mezzo al deserto e assieme al compagno continua a vivere beata. 
Quando due cani affamati e lamentosi si presentano nell'oasi, il fratello, non sopportando i richiami strazianti degli animali che lo infastidiscono durante le notti d'amore, prende una lancia e li uccide. La demone allora lo informa che quelle bestie altro non erano che i suoi due fratelli, che lei stessa aveva punito dandogli forma animale e che il giovane spietato l'aveva assai delusa. Trasformato anch'egli in cane, la donna ha ripreso il suo cammino nel deserto, seguita fedelmente dall'amante che ne chiede il perdono.

### Una città di nome Abunhiswar
Amjad è un fortunato mercante cui non mancano amici e ricchezze. Una notte un sogno infausto gli preannuncia grandi sfortune e di lì a poco il giovane uomo perde tutti i suoi beni. Destinato a vagare per il deserto povero e solo, una voce gli suggerisce di andar a cercare la mitica città Abunhiswar, “dove il cielo e la terra si toccano” e dove, scavando sotto le mura, si può incorrere in un tesoro inimmaginabile. Nel suo vagabondare Amjad giunge ad un tempio dalle alte mura; stanco, si addormenta e non si accorge dei ladri che scappano indisturbati poco vicino al luogo da lui scelto per riposare. Catturato come complice, Amjad davanti al giudice racconta le sue disavventure e la sua caccia al tesoro di Abunhiswar. Impietosito, il giudice lo rilascia e lo deride dicendogli che ben pochi uomini si illudono di poter trovare tesori nel deserto: lui stesso sogna da trent'anni delle ricchezze sepolte sotto una roccia a forma di mano, ma mai si è avventurato stoltamente a cercarle.
Amjad riprende il suo cammino tra le dune e si ritrova inaspettatamente di fronte ad una roccia a forma di mano. Iniziato a scavare ai piedi della singolare pietra, il mercante trova un incredibile tesoro; può riprendere così a vivere gaudentemente come prima.

## Critica
In particolare lo stile grafico di Toppi è stato lodato da Vincenzo Mollica che l'ha paragonato ad “un bassorilievo”, capace di portare le immagini a una dimensione senza tempo. Ranieri Carano, invece riporta l'attenzione sulla scelta di Toppi riguardo all'ambientazione, di rappresentare ovvero un paesaggio arabo non convenzionale o pervaso dall'esotismo di moda nel XVIII secolo - in cui l'opera Le mille e una notte è stata importata in Europa - ma un paesaggio ben più evocativo e remoto, forse di una Persia pre-islamica, un Medioevo arabo.
Uno studio della figura della Sheraz-de di Toppi è da scrivere al medesimo commentatore: Carano tiene a far notare la differenza fra lo stereotipo della narratrice di storie ammaliatrice e sensuale da quella tesa ed umana di Toppi, una donna intelligente sì, ma certo non indifferente al destino di morte che aleggia su di lei. La stessa esaltazione dell'astuzia femminile non è un femminismo ante litteram, ma una realistica rappresentazione del buon senso femminile che con poco riesce a trionfare sulla superbia e l'ira irrazionale e devastatrice maschili.